# フランク・ウィグルスワース・クラーク
フランク・ウィグルスワース・クラーク（英語:Frank Wigglesworth Clarke、1847年3月19日 - 1931年5月23日）は、アメリカボストン出身の地球化学者。
地球化学と呼ばれる分野の創立者の一人として名高く、また地球上の地表付近に存在する元素の割合を火成岩の化学分析結果に基いて推定した結果を質量パーセントで表したクラーク数の由来でもある。なお、クラーク数と名付けた人物はロシアの鉱物学者、地球化学者であるアレクサンドル・フェルスマンである。
主な業績として原子量の制定に貢献した。

## 生涯

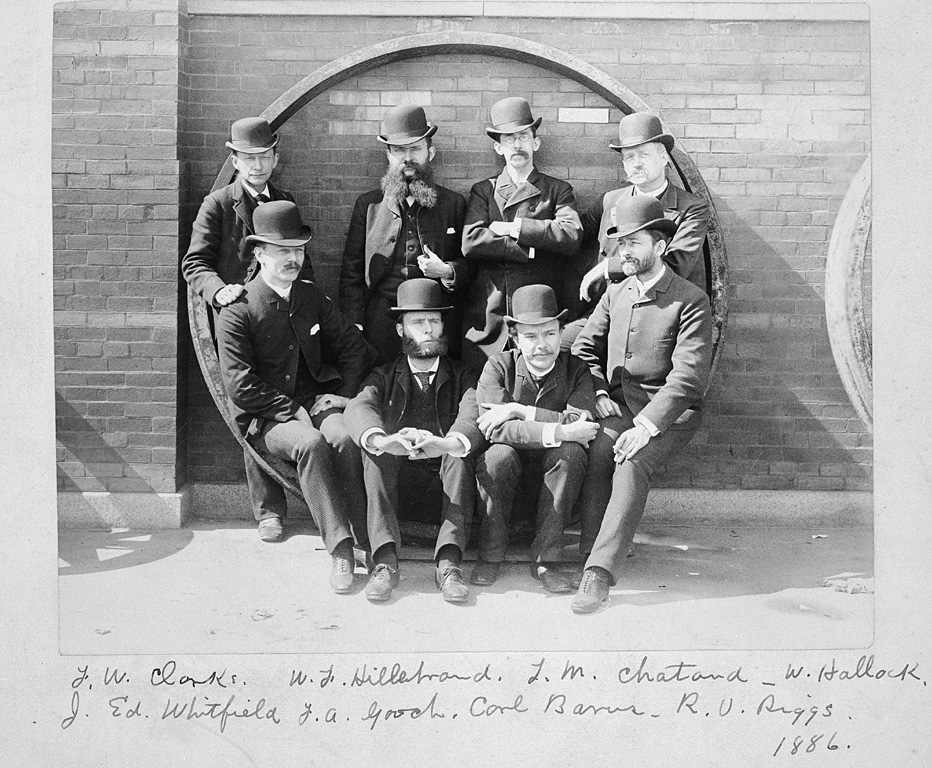
クラーク（後列左）、その他は同僚

1847年3月19日、アメリカマサチューセッツ州のボストンに商人であった父サミュエル（Samuel）と母アビー（Abby）の元に生まれるが、母はクラークが幼い頃に他界してしまう。
その後、ハーバード大学に進み、元々は分析学者であったが1869年にコーネル大学にて化学を教え、1874年にはシンシナティ大学で教授を務め、1883年にはワシントン大学で鉱物化学の教授を務める。その他、ハワード大学でも教鞭を執った。
万国原子量協会の議長を務めたが1884年から1925年にかけてアメリカ地質調査所化学部の部長となり、北アメリカの土壌について研究、岩石などの莫大な化学分析を行った。
1893年、アメリカ化学会の要求でアメリカ初となる原子量表を作成する。
1901年、アメリカ化学会会長となる。
なおクラークは化学分析の中より信頼のあるデータのみを収集し、1908年から1924年にかけて第5版からなる『地球化学資料（The Data of Geochemistry）』を発表した。
1931年5月23日、メリーランド州のチェビーチェイスで亡くなる。